# Berger Dorfstraße 65 (Mönchengladbach)

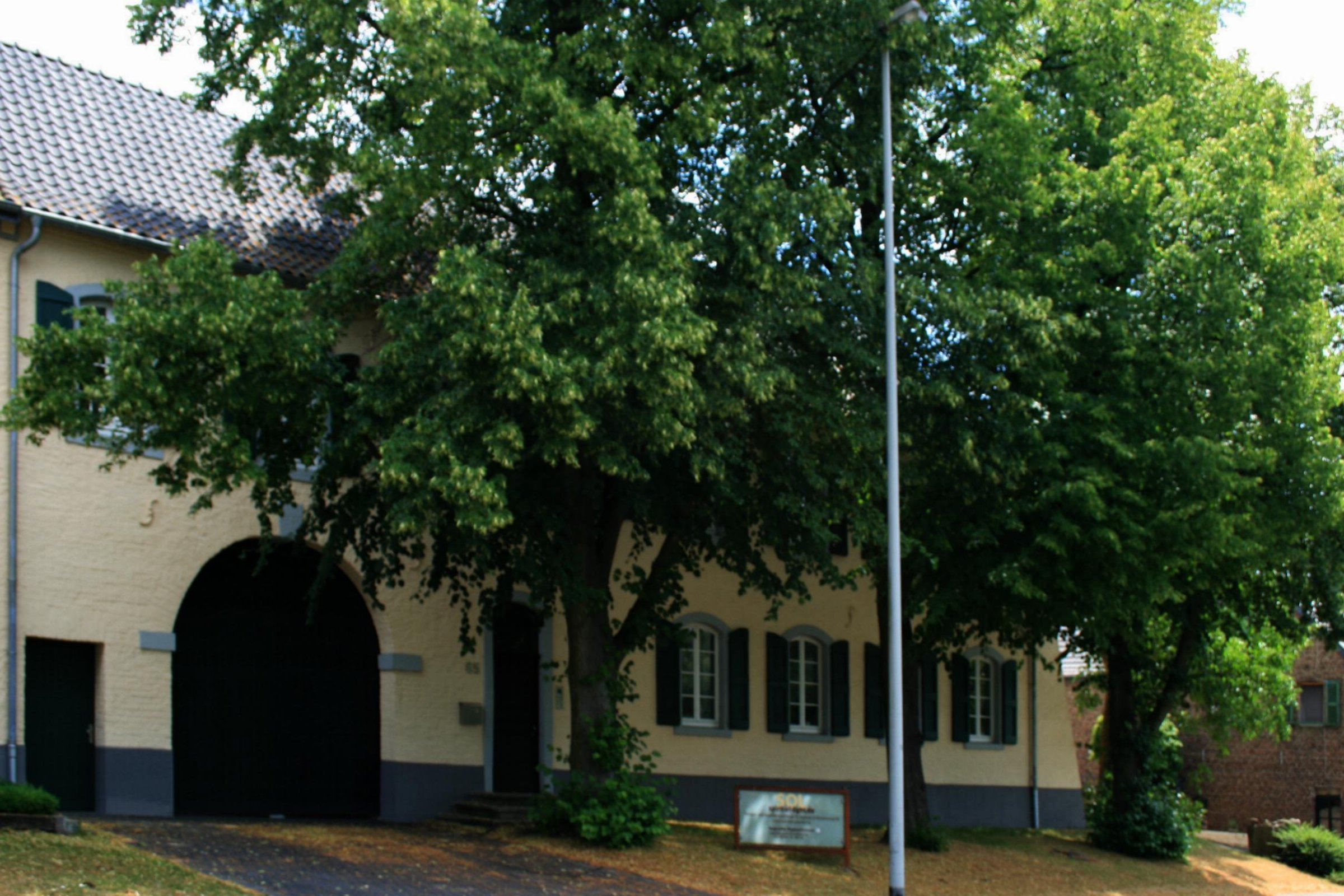
Hofanlage (2010)

Die Hofanlage Berger Dorfstraße 65 steht im Stadtteil Wickrathberg in Mönchengladbach (Nordrhein-Westfalen).
Die Hofanlage wurde 1722 erbaut. Sie ist unter Nr. B 041b am 14. Oktober 1986 in die Denkmalliste der Stadt Mönchengladbach eingetragen worden.

## Lage
Das Objekt liegt an der Berger Dorfstraße in Wickrathberg.

## Architektur
Es handelt sich um eine Hofanlage mit repräsentativem Gestaltungsanspruchs, von der lediglich das Wohnhaus aus dem 18. Jahrhundert denkmalgeschützt ist. Traufständiges, einraumtiefes, zweigeschossiges Wohnhaus mit straßenseitig geschlämmter Backsteinfassade und erneuerter Farbfassung nach Befund, acht Fensterachsen und rundbogiger Tordurchfahrt unter einseitig nach Süden abgewalmtem Satteldach.
Die Hofseite ist durch ein backsteinernes Erdgeschoss unter vorkragender, in einer traditionellen Fachwerkkonstruktion bestehenden Obergeschossfassade geprägt. Straßenfassade einheitlich in dezent barocken Formen gestaltete und geschlämmte Backsteinfassade, die durch die rhythmische Fensterreihung und die breite Tordurchfahrt geprägt ist.
In einen knapp vorspringenden Mauersockel sind Kellerbelüftungen hinter Schlagläden eingelassen. Das Erdgeschoss belichten vier hochformatige Fenster in Natursteingewänden mit Stichbögen. Die an der nördlichen Seite angeordnete Tordurchfahrt ist geschlossen durch ein zweiflügeliges Holztor. Der aus Backsteinen gemauerte, etwas gedrückt erscheinende Torbogen sitzt zwei Natursteinkämpfern auf, der Schlussstein trägt die inschriftliche Datierung 1722. Links neben dem Tor liegt eine nachträglich eingefügte moderne, hochrechteckige Tür mit geradem Sturz und Holztürblatt. Rechts neben dem Tor lag ein – vermutlich nachträglich angelegtes, weil die strenge Achsenordnung durchbrechendes – Fenster, das bei der Objektsanierung von einem über eine neue Stufenanlage zu erreichenden Hauszugang mit historischem Türblatt (Klöntür) ersetzt wurde.
Dahinter erschließt ein moderner Treppeneinbau das Obergeschoss. Das Obergeschoss besitzt höhere, gestreckte Stichbogenfenster mit Natursteingewänden und bekrönenden Keilsteinen, die in acht Achsen angeordnet sind. Die Seitengewände tragen überwiegend die Kloben zur Einhängung der doppelflügeligen Schlagläden. Maueranker auf der Fassade wiederholen das Baujahr 1722. Das Traufgesims ist rudimentär vorhanden. Der Südgiebel wird durch einen nach 1945 angefügten schweren Mauerwerkspfeiler gestützt.
Das Erdgeschoss zeigt geschlämmtes Backsteinmauerwerk. Der neuzeitliche Hauszugang liegt am Südrand des Innenhofes. Ein historischer, nun aber aufgegebener Zugang führte ursprünglich aus der Durchfahrt in das Erdgeschoss. Die Erdgeschossräume werden auf der Hofseite von zwei Hochrechteckfenstern belichtet. Im Norden bildet die rechteckig ausgebildete Tordurchfahrt die Verbindung zur Straße. Vom Hof aus führt ein vor die Fassade gesetzter und steiler, mit dreiflügeligen Schlagläden verschlossener Zugang in den Keller mit Tonnengewölbe. Das Obergeschoss kragt auf hölzernen Bundbalken deutlich über die steinerne Erdgeschossfassade vor, wobei lediglich jeder zweite Ständer einem Bundbalkenkopf aufsitzt. Die dazwischen liegenden Ständer sind nur in den auf den Bundbalken liegenden Rähm eingezapft. Ständer und Riegel bilden eine weitständige Fachwerkkonstruktion aus fast quadratischen, mit Backsteinen ausgemauerten Gefachen, in die vier – jeweils im Abstand von drei Gefachen angeordnete – Hochrechteckfenster eingebaut sind.